# Peter I. Blute
Peter I. Blute (* 28. ledna 1956 Worcester, Massachusetts, USA) je bývalý americký republikánský politik. Narodil se ve Worcesteru, ale většinu života prožil v Shrewsbury, kde studoval na St. John's High School. V roce 1978 získal titul na Boston College. V letech 1993-1997 byl po dvě období reprezentantem třetí oblasti státu Massachusetts v Sněmovně reprezentantů.